# Pu'er
Pu'er (kinesisk: 普洱; pinyin: Pǔ'ěr; Wade-Giles: P'ǔ-ěrh) er et bypræfektur i den kinesiske provins Yunnan. Det drejer sig om det gamle bypræfektur Simao 思茅市; navneskiftet fandt sted 8. april 2007. Samtidig fik også nogle underordnede jurisdiktioner nye navne.
Pu'er har et areal på 45.385 km². Det grænser til tre andre lande: Myanmar, Laos og Vietnam. I 2007 var befolkningen på ca. 2.440.000 mennesker. 
Pu'er-teen, en af Kinas mest kendte tesorter kommer fra dette område, fra amtet Ning'er (før april 2007: Pu'er) ikke langt fra præfekturets hovedsæde Simao.

## Administrative enheder
Bypræfekturet Pu'er har jurisdiktion over et distrikt (区 qū) og 9 autonome amter (自治县 zìzhìxiàn).
| Kort            | Kort                                    | Kort                        | Kort                                  | Kort                   | Kort        | Kort      |
| --------------- | --------------------------------------- | --------------------------- | ------------------------------------- | ---------------------- | ----------- | --------- |
| Kort over Pu'er |                                         |                             |                                       |                        |             |           |
| #               | Navn                                    | Hanzi                       | Pinyin                                | Befolkning (2003 est.) | Areal (km²) | Indb./km² |
| Distrikter      |                                         |                             |                                       |                        |             |           |
| 1               | Simao                                   | 思茅区                      | Sīmáo Qū                              | 200.000                | 4.093       | 49        |
| Autonome amter  |                                         |                             |                                       |                        |             |           |
| 2               | Ning'er (For haniene og yifolket)       | 宁洱哈尼族 彝族自治县       | Níng'ěr Hānízú Yízú Zìzhìxiàn         | 190.000                | 3.670       | 52        |
| 3               | Mojiang (For hanifolket)                | 墨江哈尼族 自治县           | Mòjiāng Hānízú Zìzhìxiàn              | 350.000                | 5.459       | 64        |
| 4               | Jingdong (For yifolket)                 | 景东彝族 自治县             | Jǐngdōng Yízú Zìzhìxiàn               | 350.000                | 4.532       | 77        |
| 5               | Jinggu (For dai- og yifolket)           | 景谷傣族彝族 自治县         | Jǐnggǔ Dǎizú Yízú Zìzhìxiàn           | 290.000                | 7.777       | 37        |
| 6               | Zhenyuan (For yiene, hani- og lahufolk) | 镇沅彝族哈尼族 拉祜族自治县 | Zhènyuán Yízú Hānízú Lāhùzú Zìzhìxiàn | 200.000                | 4.223       | 47        |
| 7               | Jiangcheng (For Hani- og Yifolk         | 江城哈尼族彝族 自治县       | Jiāngchéng Hānízú Yízú Zìzhìxiàn      | 90.000                 | 3.476       | 26        |
| 8               | Menglian (For daiene, lahu- og Wafolk)  | 孟连傣族拉祜族 佤族自治县   | Mènglián Dǎizú Lāhùzú Wǎzú Zìzhìxiàn  | 110.000                | 1.957       | 56        |
| 9               | Lancang (For lahufolk)                  | 澜沧拉祜族 自治县           | Láncāng Lāhùzú Zìzhìxiàn              | 470.000                | 8.807       | 53        |
| 10              | Ximeng (For wafolket)                   | 西盟佤族 自治县             | Xīméng Wǎzú Zìzhìxiàn                 | 80.000                 | 1.391       | 58        |

## Trafik
Kinas rigsvej 213 løber gennem området. Den begynder i Lanzhou i Gansu og fører via Chengdu og Kunming til byen Mohan ved grænseovergangen til Laos. 
Kinas rigsvej 323 løber gennem området. Den begynder i Ruijin i provinsen Jiangxi og fører gennem Guangdong og Guangxi og ender i Lincang i Yunnan, på grænsen til Burma.
23°04′N 101°02′Ø / 23.067°N 101.033°Ø